# کارل ایوار اندرسون
کارل ایوار اندرسون (انگلیسی: Karl-Ivar Andersson؛ زادهٔ ۱۰ ژانویهٔ ۱۹۳۲) دوچرخه‌سوار اهل سوئد است.